# Mageløs (Viborg)
 For alternative betydninger, se Mageløs. (Se også artikler, som begynder med Mageløs)
Mageløs er en lille brostensbelagt gade i Viborg. Den er cirka 60 meter lang og går fra Sortebrødre Kirke Stræde i syd til Sct. Mathias Gade i nord.
Sortebrødre Kirke ligger umiddelbart syd for begyndelsen af "Mageløs". Det hvide bindingsværkhus i nummer 1, er kendt for sin skæve facade, og bygningen på Mageløs 3 blev i 1999 præmieret af Viborg Kommune efter en gennemgående renovering. Viborg Bryghus lancerede i 2007 en øl opkaldt efter gaden.